# Opòssum rata inca
L'opòssum rata inca (Lestoros inca) és una espècie d'opòssum rata, l'única del gènere Lestoros. Aquesta espècie és endèmica del Perú.